# Кларієві
Кларієві (Clariidae) — родина ряду сомоподібні. Представники мають витягнуту, майже як у вугра, форму. На вузькій голові чотири пари вусів. Кларієві соми мають різне забарвлення, серед кольорів можливі поєднання рожевого, чорного, білого і сірого. Їх утримують в акваріумах як декоративну рибку, розміри залежать від умов проживання (як правило не більше 25-30 см) у природі представники виростають значно більшими. Кларієві соми всеїдні і в умовах утримання в акваріумі агресивні по відношенню до інших видів риб, незалежно від розміру останніх.

## Роди
- Bathyclarias
- Channallabes
- Clariallabes
- Clarias
- Dinotopterus
- Dolichallabes
- Encheloclarias
- Gymnallabes
- Heterobranchus
- Horaglanis
- Platyallabes
- Platyclarias
- Tanganikallabes
- Uegitglanis
- Xenoclarias